# Kristaq Eksarko
Kristaq Eksarko (Tirana, 12 novembre 1959) è un ex calciatore albanese, di ruolo centrocampista.

## Carriera

### Nazionale
Ha collezionato 4 presenze con la nazionale albanese.